# Dominique de Lesseps
 (janvier 2020).
Pour les articles homonymes, voir Lesseps.
Dominique de Lesseps, seigneur du Colombier, né le 25 octobre 1715 à Bayonne et mort le 10 octobre 1794 à Paris, est un diplomate français.

## Biographie
Dominique de Lesseps est le fils de Pierre de Lesseps (1690-1759), notaire royal, secrétaire en chef et trésorier de la ville de Bayonne, et de Catherine Fourcade, et le frère du diplomate Martin de Lesseps (1730-1807). Marié à Madeleine Duc de Lachapelle (tante d'Anne Jean Pascal Chrysostome Duc-Lachapelle), il est le père de Charles Pascal de Lesseps, maire d'Oran, et le beau-père de François Blanchot de Verly.
En 1733, parlant couramment espagnol, il devient secrétaire de François-Dominique Barberie de Saint-Contest, qui était chargé de délimiter les frontières entre la France et l'Espagne. Lesseps assiste aux conférences d'Hendaye et de Fontarabie sur la souveraineté de la Bidassoa, est membre d'une commission sur un règlement de frontière entre Roncevaux et Saint-Jean-Pied-de-Port ainsi que sur le lieu de présentation à l'Espagne de Louise-Élisabeth de France, fiancée de l'infant Don Philippe, et dresse le traité en français et en espagnol. 
La charge de greffier de la ville de Bayonne lui est accordé, à la suite de son père, bien qu'il n'en ai alors pas l'âge. Il poursuit ses études de droit à Paris, se rendant régulièrement chez Dulivier, député de Bayonne au Conseil de commerce.
Il suit Saint-Contest, nommé intendant à Dijon, devient premier-secrétaire à l'Intendance en 1740 et avocat au Parlement de Dijon en 1743. 

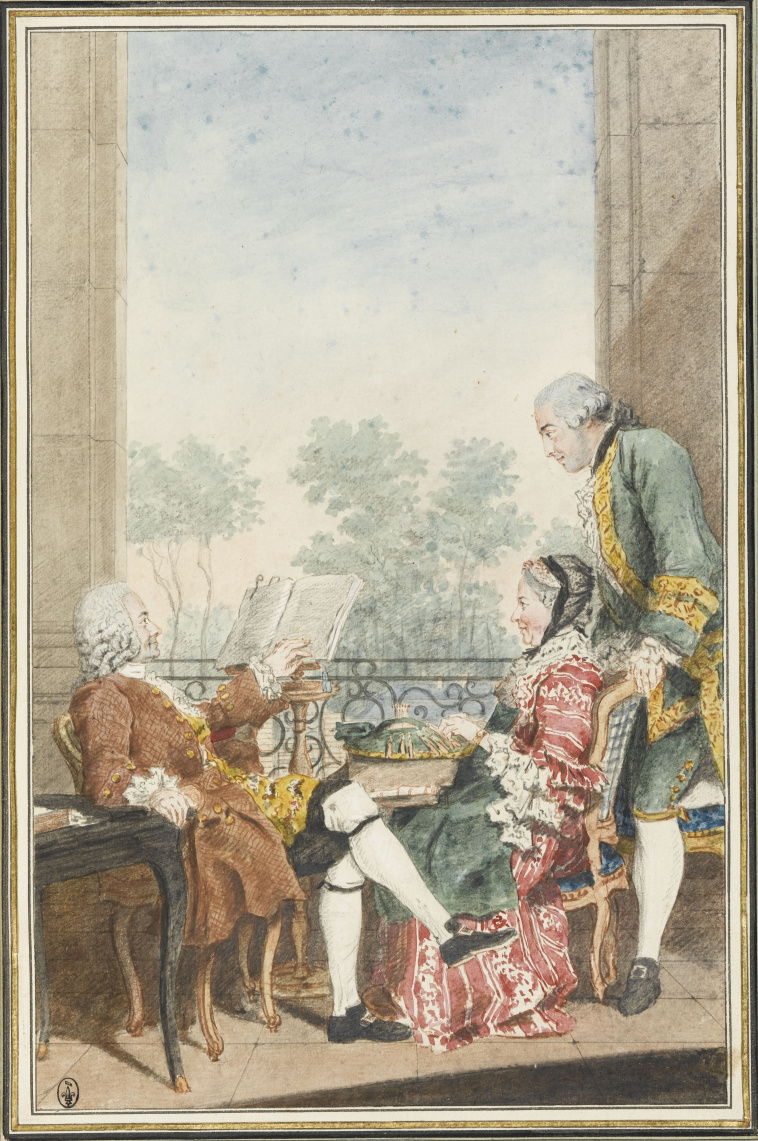
M. et Mme de la Chapelle, et M. de Lesseps, employé aux affaires étrangères, par Carmontelle.

Il participe aux négociations sur la délimitation de frontière entre la France et la Suisse en 1746 et sur le rétablissement de la régularité des transports entre les provinces du Nord de la France, la Provence et le Piémont. Il suit ensuite, en tant que secrétaire d'ambassade, Saint-Contest devenu ambassadeur de France en Hollande en 1749. Saint-Contest étant nommé secrétaire d'État des Affaires étrangères en 1751, Lesseps assure la direction de l'ambassade jusqu'en 1752, quand il est envoyé par le roi Louis XV à Bruxelles auprès de la Cour du gouverneur Charles-Alexandre de Lorraine, comme ministre chargé d'affaires dans les Pays-Bas autrichiens, au moment du rapprochement entre la France et l'Autriche, qui se conclut par le Traité de Versailles en 1756. Il devient durant cette période un interlocuteur privilégié de Charles de Cobenzl. Sur place, il développe son réseau d'espions, se charge de l'approvisionnement militaire, des déserteurs et du service de quelques duchesses bien en cour. Il louait le domaine des Trois Fontaines.
Il rentre en France en 1765. Il acquiert le château de Colombier, dans le Quercy, et un hôtel particulier, dans le faubourg du Moustier à Montauban. Louis XVI lui délivre des lettres de noblesse en 1777.

## Pour approfondir